# Lee Starkey
Lee Parkin Starkey (Londres, Inglaterra 11 de noviembre de 1970) es una diseñadora de moda inglesa. Es la hija del exbeatle, Ringo Starr y de su primera esposa, Maureen Cox.

## Historia
Lee Parkin Starkey nació en Londres, en la Maternidad de Queen Charlotte Hospital pocos meses después de los Beatles se  separasen oficialmente, el 17 de noviembre de 1970. Su segundo nombre, Parkin, es la reintroducción de un apellido antiguo Starkey. Mientras que Starr iba a  California, Maureen se quedaba en casa cuidando a Lee y sus dos hermanos mayores, Zak y Jason, este primero baterista como su padre de The Who y Oasis. Los Starkey se separaron en 1974 y se divorciaron en 1975 cuando Lee tenía casi 5 años de edad. Maureen obtuvo la custodia de los niños mientras Starr se le permitió derechos de visita.
El 27 de abril de 1981, Starr se casó con la actriz Barbara Bach. Lee fue una de las damas de honor junto con su nueva hermanastra, Francesca Gregorini. Durante el resto de la década de 1980, Lee continuó con la escuela, pero sentía que debía seguir una carrera más acorde con su personalidad de forma urgente. Después de salir de la escuela King Alfred en Hampstead, a la edad de 16 sin titulación, trabajó como artista maquilladora y estética, antes de trabajar durante un tiempo en Tower Records, se inscribió brevemente en la escuela de teatro, pero se retiró después de no gustarle. Se inscribió en una escuela artística y aunque se las arregló para sacar el bachillerato, tampoco le gustó. Trabajó en Tower Records y A Hard Rock Café, que era propiedad de su padrastro, Isaac Tigrett. También coprotagonizó un comercial de auto con su padre.
Cuando era adolescente, Lee era punk /gótica, vistiendo de negro y con el pelo teñido de púrpura.
A finales de 1980, con su amigo Christian París, Lee abrió una tienda de ropa llamada Planet Alice en Portobello Road, que se especializó en ropa diseñada con el estilo de los 60. Su madre se casó con Isaac Tigrett el 27 de mayo de 1989 y se mudó a Los Ángeles, Maureen le pidió a su hija que trasladase su tienda a dicha ciudad, cosa que hicieron en 1991, cuando Lee tenía 20 años. En la apertura oficial de la tienda, situada en Melrose Avenue, estuvieron presentes, su padre, Ringo Starr, su madrastra, su madre Maureen y su padrastro Isaac.
Durante el año, Lee se trasladó a una casa en Beverly Hills que compartía con sus hermanos, Jason y Zak, su madre, padrastro, y media hermana, Augusta, pero su tienda cerraba dentro de un año y se mudó de vuelta a Gran Bretaña, cerca de la estación de Warwick Avenue donde Ringo vivía en la década de 1970.
Sin embargo, en 1994, Lee cuidó de su madre cuando le diagnosticaron leucemia. El 30 de diciembre de 1994, Lee estuvo cuando Maureen falleció.
En agosto de 1995, a Lee le diagnosticaron un  tumor cerebral, luego de un desmayo. Ella había tenido adormecimiento en la pierna y el brazo, sin embargo, el tumor era curable. Starr y Zak se encontraban viajando juntos en los Estados Unidos y cancelaron su gira de la banda All-Starr para estar a su lado. Lee fue trasladada a un hospital en los Estados Unidos para continuar con sus tratamientos. A las tres semanas estaba pasando por una segunda operación en el Hospital Brigham de Mujeres, en Boston. Se le dio entonces el tratamiento de radiación. Lee se mudó a la casa de su padrastro en Mulholland Drive, en el Valle de San Fernando para recuperarse. Su abuela materna, Flo Cox, también vivía allí, junto con su media hermana Augusta. Regresó a Gran Bretaña en diciembre de 1995 a pasar la Navidad con la familia.
En 2001, el tumor había regresado, lo que obligó a Lee a seguir en tratamiento. Pero gracias a los esfuerzos realizados en su recuperación, hoy el tumor ha desaparecido. Lee vive en Londres y actualmente es maquilladora y diseñadora de moda. Suele estar en los conciertos de sus hermanos y en las pasarelas de modas de Stella McCartney. Desde 2006 comparte su vida con el guitarrista de Kasabian Jay Mehler, con quien tuvo trillizos en el año 2007.